# Tin-Essako (Kreis)

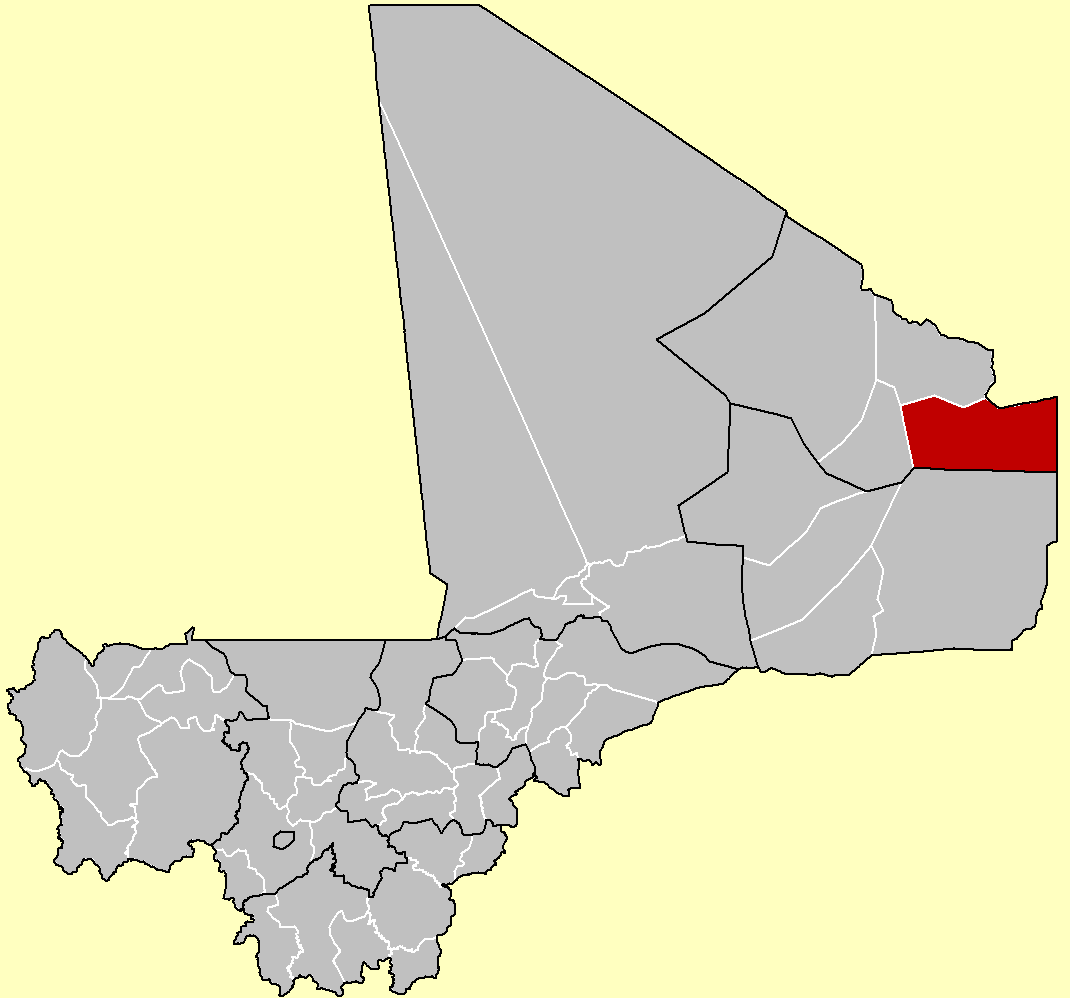
Kreis Tin-Essako

Tin-Essako ist der Name eines Kreises (franz. cercle de Tin-Essako) in der Region Kidal in Mali.
Der Kreis teilt sich in zwei Gemeinden, die Einwohnerzahl betrug beim Zensus 2009 7976 Einwohner.
Gemeinden: Tin-Essako (Hauptort), Intadjedite.